# Mary Kardash
Mary Kardash (née Mary Kostaniuk ; 1913-1994) est une enseignante, journaliste, militante communiste et féministe du Canada,. Elle siège en tant que conseillère scolaire dans Winnipeg-Nord, au Manitoba, de 1960 à 1970 et de 1977 à 1986.

## Biographie
Canadienne d’origine ukrainienne, Kardash nait à Winnipeg en 1913. Ses parents, Myron Kostaniuk et Katherine Boyko, sont tous deux actifs au sein de l’Association du temple des ouvriers et des fermiers ukrainiens (ULFTA), une organisation de gauche au sein de la communauté ukrainienne du Canada, et son père, un organisateur du parti communiste. Mary elle-même est active dans le mouvement de la jeunesse de l’ULFTA et travaille comme qu’organisatrice de la LJC. Elle est active au sein du Parti ouvrier progressiste (prédécesseur du Parti communiste), avant de devenir « une importante travailleuse du Parti [communiste] au Manitoba. Kardash devient secrétaire de la section de Winnipeg de la Société d’amitié Canada-URSS, ». Elle se rend à Moscou en 1949 dans le cadre de la délégation canadienne du Congrès des femmes canadiennes à la Fédération démocratique internationale des femmes (FDIF), une internationale d’après-guerre pour les organisations de femmes du bloc communiste.
Faisant partie d’un groupe de politiciens municipaux communistes de Winnipeg de longue date, Kardash est élue pour la première fois à la commission scolaire de Winnipeg en 1960, et elle en sera membre par intermittence jusqu'en 1986, élue en tant que candidate du Parti communiste du Canada. Elle appuie les réformes radicales et, en particulier, les programmes de soutien aux enfants autochtones, notamment pendant une période de règne conservateur au Manitoba à partir de la fin des années 1970. C’est sa retraite de la commission scolaire de Winnipeg, à la fin des années 1980, qui met fin à plusieurs décennies de représentation communiste dans la ville.
Mary rencontre son futur mari, Bill Kardash, en 1939, et ils se marient en mars 1940. Ils auront plus tard deux enfants, Ted et Nancy. Bill est également un dirigeant communiste et représente le Parti à l’Assemblée législative du Manitoba de 1941 à 1958. Mary se présente dans Winnipeg-Nord en tant que candidate communiste à l’Assemblée législative du Manitoba aux élections provinciales de 1973, et à la Chambre des communes du Canada aux élections fédérales de 1974, mais ne remporte que quelques centaines de votes au cours de ces deux tentatives.
Dans les années 1980, Mary Kardash suscite la controverse en remettant en question le récit généralement accepté de la famine ukrainienne, et en s’opposant à la proposition d’inclure l’histoire de la famine dans le programme éducatif. Le Parti communiste reconnait que de nombreux Ukrainiens sont morts de famine au début des années 1930, mais elle et le parti nient que le gouvernement de Joseph Staline soit responsable d’un acte de génocide.
Au début des années 1990, Mary et Bill Kardash résistent aux tentatives de liquidation du Parti communiste du Canada. Kardash meurt au milieu des années 1990. En 1995, le Centre à la petite enfance de St. Cross, à Winnipeg, est rebaptisé le Centre à la petite enfance Mary Kardash en son honneur.